# راسموس هویلوند
راسموس وینتر هویلوند (انگلیسی: Rasmus Winther Højlund؛ زادهٔ ۴ فوریهٔ ۲۰۰۳) بازیکن فوتبال اهل دانمارک است که برای باشگاه فوتبال منچستریونایتد به عنوان مهاجم بازی می‌کند.
هویلوند در آکادمی جوانان کپنهاگن رشد کرد و اولین بازی خود برای این تیم را در اکتبر ۲۰۲۰ و در سن ۱۷ سالگی انجام داد. بعد از به ثمر رساندن پنج گل در ۳۲ بازی برای کپنهاگن، او در ژانویه ۲۰۲۲ به تیم اتریشی اشتورم گراتس پیوست. بعد از آن سال، او با انتقالی به مبلغ ۱۷ میلیون یورو به آتالانتا پیوست.

## دوران باشگاهی

### کپنهاگن
هویلند شغل حرفه‌ای خود را در شهر زادگاهش، کپنهاگ و باشگاه فوتبال کپنهاگن در سال ۲۰۲۰ آغاز کرد. در طول فصل سال ۲۰۲۲–۲۰۲۱، هویلند اولین بازی خود را در رقابت‌های اروپایی انجام داد و ۵ گل در لیگ اروپا، در مرحله مقدماتی و مسابقات اصلی، به ثمر رساند.

### اشتورم گراتس
در ژانویه ۲۰۲۲، هویلوند با باشگاه فوتبال اشتورم گراتس از بوندس‌لیگا اتریش با مبلغ ۱/۸ میلیون یورو قرارداد امضا کرد. او در طول باقی مانده فصل ۲۰۲۱–۲۰۲۲ و شروع فصل ۲۰۲۲–۲۰۲۳ در ۲۱ بازی در تمامی رقابت‌ها ۱۲ گل به ثمر رساند.

### آتالانتا
در تاریخ ۲۷ اوت ۲۰۲۲ هویلند با باشگاه فوتبال آتالانتا از سری آ قراردادی به ارزش ۱۷ میلیون دلار امضا کرد. او اولین گل خود را در تاریخ ۵ سپتامبر ۲۰۲۲ در جریان پیروزی ۲ بر ۰ در مقابل باشگاه فوتبال مونتسا به ثمر رساند.

### منچستریونایتد
او سرانجام در تاریخ ۲۹ ژوئیه ۲۰۲۳ با باشگاه فوتبال منچستریونایتد قراردادی به ارزش ۸۵ میلیون یورو امضا کرد.

## لیگ قهرمانان
هویلند در لیگ قهرمانان سال ۲۰۲۳/۲۴ با منچستریونایتد به لیگ قهرمانان اروپا رفت. وی که در بازی‌های اخیر عملکرد خوبی از خود به نمایش گذاشته بود. در لیگ قهرمانان نیز سعی بر انجام همین کار داشت& و تا حد زیادی هم موفق شد. او توانست در بیشتر بازی‌های مرحله گروهی گل زنی کند و در پایان این مرحله آقای گل لیگ قهرمانان باشد. با این که منچستریونایتد در مرحله گروهی حذف شد ولی راسموس هویلند نشان داد که حتی در لیگ‌ها و جام‌های معتبر و مهم و سختی مانند لیگ قهرمانان اروپا هم می‌تواند معجزه ساز باشد.

## زندگی شخصی
برادران کوچک‌تر وی، اسکار هویلوند و امیل هویلوند نیز بازیکن فوتبال هستند که سابقه بازی برای باشگاه فوتبال کپنهاگن دانمارک را دارند.